# Skaraborgsbanken
Skaraborgsbanken var en affärsbank med säte i Skövde. 1990 fusionerades den med Wermlandsbanken och Götabanken varvid Gota bank bildades. Bankkontoren behöll namnet Skaraborgsbanken under Gota bank-tiden, fram till sammanslagningen med Nordbanken.
Banken grundades 1865 som privat affärsbank under namnet Skaraborgs läns enskilda bank. Huvudkontoret låg i Skövde. 1873 övertog man Skaraborgs läns filialbanks rörelse (grundad 1853). 1906 byttes namnet till Skaraborgs enskilda bank. År 1952 förvärvades AB Hjo bank och 1971 ändrades bankens namn till Skaraborgsbanken.